# Anne de Wurtemberg (1513-1530)
Anne de Wurtemberg (30 janvier 1513 , dans le Vieux château de Stuttgart; 29 juin 1530 à Urach) était la fille du duc Ulrich VI de Wurtemberg et de son épouse Sabine de Bavière.

## Biographie
En novembre 1515, peu de temps après la naissance de son plus jeune frère Christophe de Wurtemberg, sa mère s'enfuit à Munich à la cour de ses parents. Les deux enfants restèrent d'abord avec leur père à Stuttgart mais, lorsque la Ligue de Souabe se fut mobilisée contre le duc Ulrich, celui-ci les amena au château Hohentübingen
Anne mourut célibataire en 1530. Certaines sources indiquent qu'elle fut victime de la Peste qui sévissait à Stuttgart. On a aussi soupçonné qu’elle avait été empoisonnée. Elle fut enterrée à la Chartreuse de Güterstein puis, en 1554, à la Collégiale Saint-Georges (de) de Tübingen.

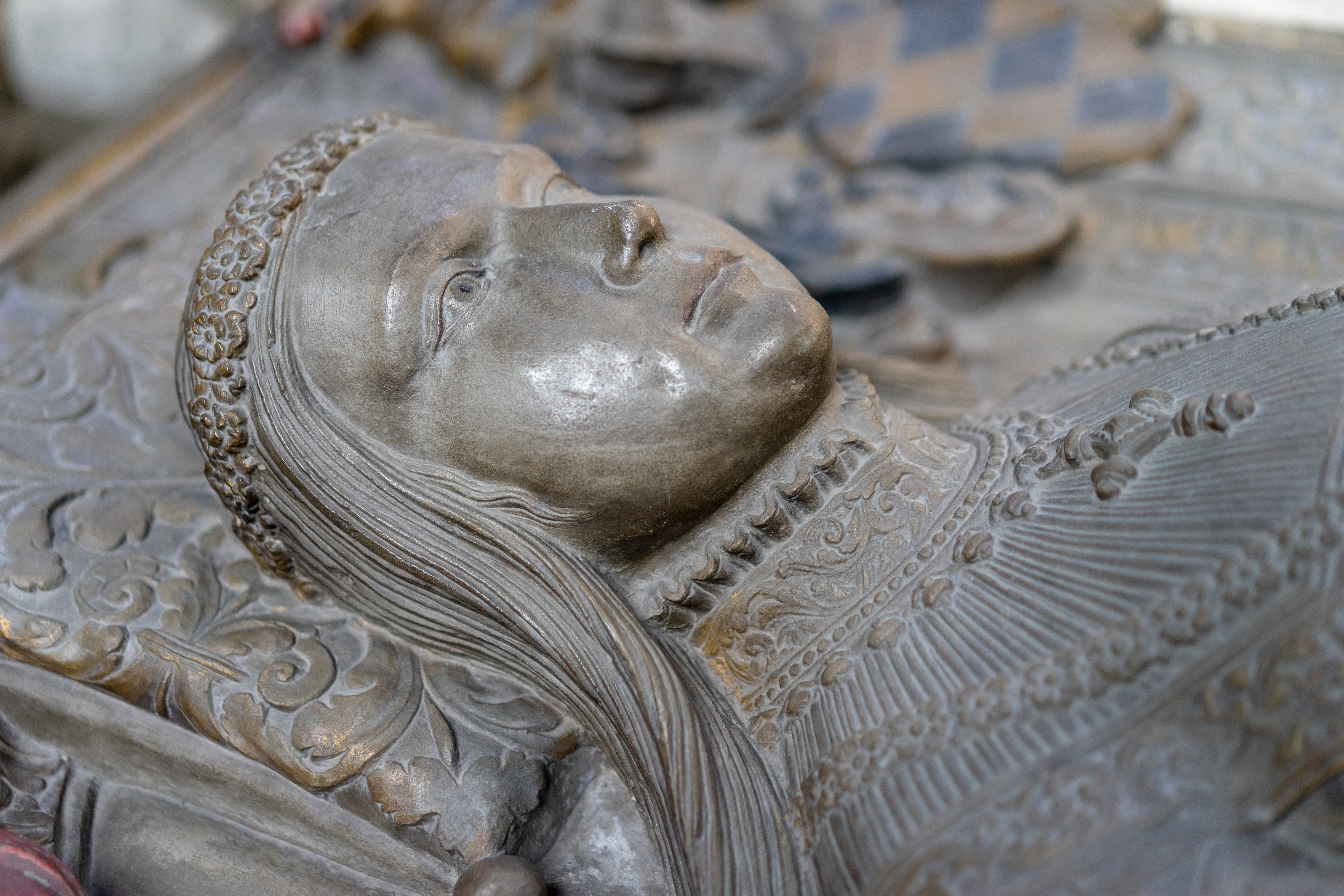
Tombe d'Anne de Wurtemberg (détail)
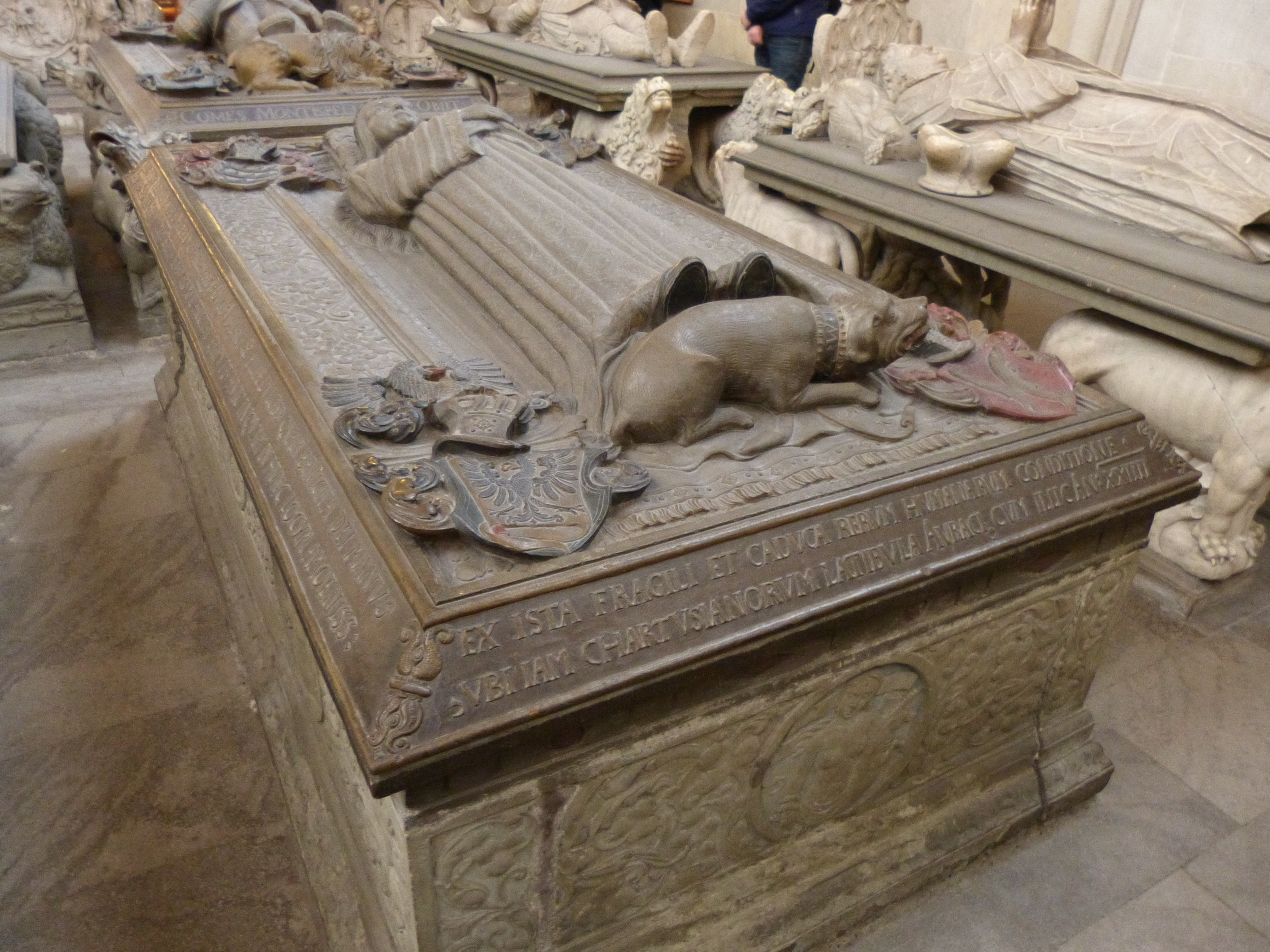
Tombe d'Anne de Wurtemberg